# Leonid Michajlovič Poljakov
Leonid Michajlovič Poljakov (in russo Леонид Михайлович Поляков?; San Pietroburgo, 21 agosto 1906 – Mosca, 19 giugno 1965) è stato un architetto sovietico.
Tra i suoi progetti si ricordano alcune stazioni della metropolitana di Mosca: Kurskaja-Radial'naja, Arbatskaja, Oktjabr'skaja-Kol'cevaja e l'Hilton Moscow Leningradskaya Hotel, ovvero uno dei sette grattacieli moscoviti di epoca staliniana conosciuti come le Sette sorelle.
Da ricordare anche la progettazione del Canale Volga-Don, aperto alla navigazione il 1º giugno 1952.

## Onorificenze
Tra i vari riconoscimenti ottenuti vennero conferite a Poljakov le seguenti onorificenze: